# Stazione di Carentan
La stazione di Carentan (in francese Gare de Carentan) è una stazione ferroviaria situata a Carentan lungo la ferrovia Mantes-la-Jolie - Cherbourg.

## Storia
Fu attivata il 17 luglio 1858, quando la Compagnie des chemins de fer de l'Ouest aprì l'ultimo tratto della linea Mantes-la-Jolie - Cherbourg, da Caen a Cherbourg, permettendo ai treni di circolare tra Parigi e Cherbourg. L'8 luglio 1894 divenne capolinea della ferrovia per Barneville-Carteret, poi chiusa nel 1971.

## Movimenti
La stazione è servita dai treni regionali TER Normandie.